# Dynastes hercules
El escarabajo hércules (Dynastes hercules) es una especie de coleóptero escarabeido, uno de los escarabajos rinoceronte. Habita en los bosques tropicales, selvas y bosques ecuatoriales de América Central y del Sur. Es uno de los coleópteros más grandes que existen, ya que los machos pueden alcanzar una longitud total de más de 17 cm, incluyendo su largo cuerno torácico. Es la mayor de las seis especies conocidas del género Dynastes, y solo existen dos escarabajos de mayor tamaño: Macrodontia cervicornis y Titanus giganteus. 

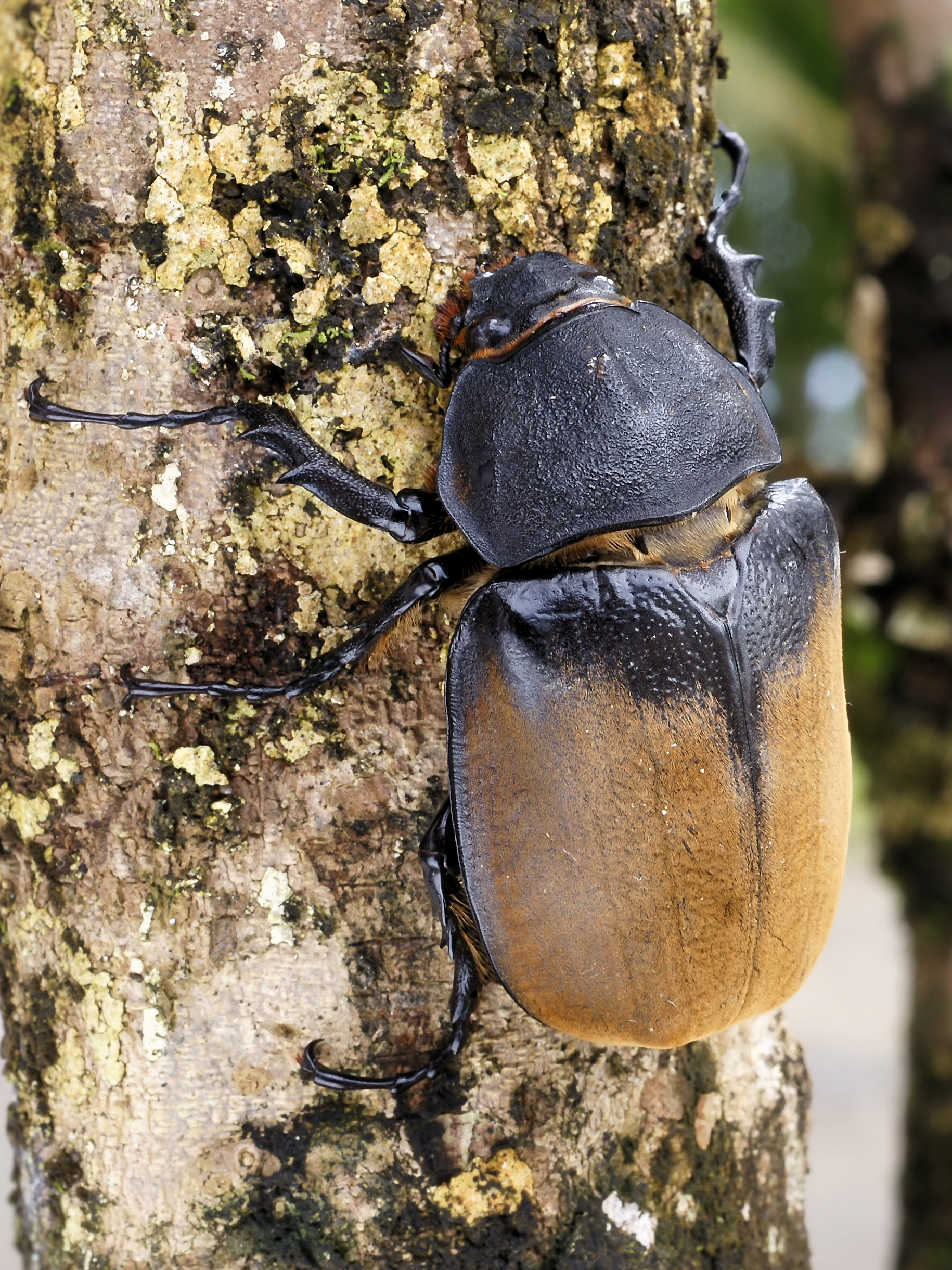
Hembra

Los machos de la especie poseen dos cuernos, uno en el tórax y otro en la cabeza, que en ocasiones llegan a ser más largos que el propio cuerpo del escarabajo. La especie presenta un acusado dimorfismo sexual, estos cuernos no aparecen en las hembras. La finalidad de estos apéndices está relacionada con la reproducción; los machos los emplean como armas en sus combates por las hembras. La cara inferior del cuerno torácico está provista de gruesos pelos. 
Además de carecer de cuernos, las hembras son bastante más pequeñas y de color marrón, en tanto que los machos tienen los élitros de color amarillento con manchas negras. Se ha dicho que el escarabajo hércules es la criatura más fuerte de la Tierra en comparación con su tamaño, siendo capaz de cargar un peso 850 veces mayor que el de su propio cuerpo (de ahí su nombre, en comparación con el héroe mitológico Hércules).
La fase larvaria de este escarabajo dura uno o dos años y pasa por tres estadios; en el último estadio la larva alcanza un tamaño de más de 110 mm y pesa incluso más de 120 g. Gran parte de la vida de la larva transcurre perforando el interior de la madera en putrefacción, normalmente troncos de madera blanda y no resinosos, que es su principal fuente de alimento. Si se añaden cadáveres de animales en descomposición, el animal alcanza un desarrollo mayor. Tras la fase larvaria, entra en el estadio de pupa y se produce la metamorfosis, de la cual emerge el escarabajo adulto, que se alimenta fundamentalmente de frutos caídos en el suelo forestal, el ciclo de vida es de hasta más de doce meses. Los adultos pueden vivir de tres a seis meses en cautiverio.

## Lista de subespecies
- Dynastes hercules ecuatorianus Ohaus, 1913
- Dynastes hercules baudrii Pinchon, 1976
- Dynastes hercules reidi Chalumeau, 1977
- Dynastes hercules lichyi Lachaume, 1985
- Dynastes hercules occidentalis Lachaume, 1985
- Dynastes hercules septentrionalis Lachaume, 1985
- Dynastes hercules paschoali Grossi and Arnaud, 1993
- Dynastes hercules tuxtlaensis Moron, 1993
- Dynastes hercules trinidadensis Chalumeau and Reid, 1995
- Dynastes hercules bleuzeni Silvestre and Dechambre, 1995
- Dynastes hercules morishimai Nagai, 2002
- Dynastes hercules takakuwai Nagai, 2002.